# 嗶卡
嗶卡（英語：Beep）是菲律賓馬尼拉的一張可充值的非接觸式智能卡，於2015年設立以取代舊有以磁卡為基礎的地鐵車票。嗶卡同時還可在部分便利店和其他商店使用。